# Stopp-Start-System

Symbol zur Aktivierung/Deaktivierung des Start-Stopp-Systems nach ISO 7000. Das Symbol kann um den Text START und STOP ergänzt werden

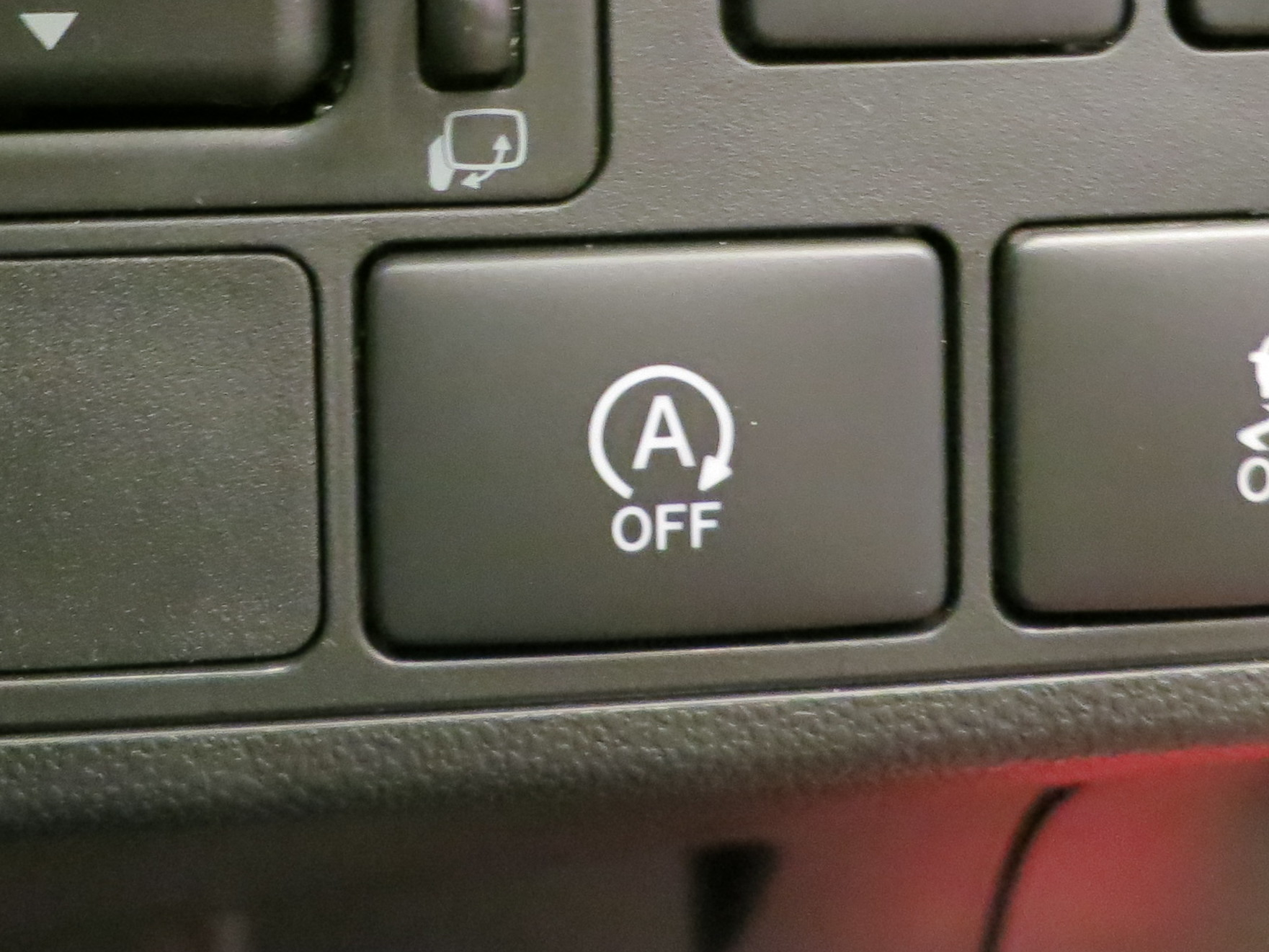
Beispiel für den Aus/Ein-Taster des Stopp-Start-Systems

Ein Stopp-Start-System oder Start-Stopp-System, auch Start-Stopp-Automatik (Abkürzung: SSA), ist ein automatisch arbeitendes System zur Reduzierung des Kraftstoffverbrauchs in Standphasen (z. B. bei einem Ampelstopp) von Kraftfahrzeugen, somit besonders im Stadtverkehr.  Es schaltet den Motor im Stand unter bestimmten Bedingungen ab und startet ihn automatisch wieder. Das System wird in mehreren Pkw-Modellen und Motorrollern, aber nicht bei Krafträdern eingesetzt. In Betriebsanweisungen für Opel-Modelle wird es t/Stop-System bezeichnet, bei Citroën und Peugeot als Stop & Start-System.

## Funktionsweise

### Systeme bis ca. 2000
Um nach dem ersten Erdölschock eine Kraftstoffeinsparung bei ansonsten unveränderten Motoren zu erreichen, wurde Mitte der 1970er Jahre die Start-Stopp-Automatik von Toyota erfunden. Dabei wurde der Motor automatisch nach 1,5 Sekunden Leerlauf durch ein elektronisches Gerät abgeschaltet.
Anfang der 1980er Jahre wurde die Start-Stopp-Automatik auch von Audi bzw. VW vorgestellt. Hierbei konnte der Motor per Knopfdruck ausgeschaltet werden, ohne die Zündung auszuschalten. Dies geschah durch einen Schalter, der bei voll durchgetretenem Kupplungspedal und vom Fahrer betätigtem Knopf die Stromzufuhr für das Leerlaufabschaltventil unterbrach, sodass der Motor keinen Kraftstoff mehr bekam. Eine Verzögerungsschaltung im Steuermodul der Transistor-Spulenzündung unterbrach einige Sekunden später den Stromkreis zur Zündspule, um deren Überhitzung zu verhindern. Weitere Steuereinheiten waren erforderlich, um das Abschalten des Motors vor Erreichen der Betriebstemperatur oder bei mehr als 5 km/h Fahrt zu verhindern. Zum Starten brauchte der Fahrer nur den üblichen Anfahrvorgang auszuführen. Ein Hilfsrelais setzte den Anlasser dabei in Gang, wenn neben der Kupplung auch etwa 30 Prozent des Gaspedalwegs bereits getreten waren. Dadurch war ein ungewolltes Anspringen des Motors bei technischen Mängeln weitgehend ausgeschlossen. Fahrzeuge, die die Start-Stopp-Automatik hatten, konnten im Stadtverkehr eine Einsparung von etwa 1,5 l/100 km sparsamer sein, wenn das System vom Fahrer aktiv genutzt wurde.
Das System, das mit weiteren Maßnahmen wie einer elektronischen Schalt- und Verbrauchsanzeige, Aerodynamikpaket und 5-Gang-Getriebe mit besonders lang übersetztem fünften Gang (als 4+E bezeichnet) kombiniert wurde, arbeitete zwar zuverlässig, fand aber nicht viel Kundenakzeptanz. Eingesetzt wurde es beispielsweise beim VW Santana B2 und beim Audi 100 C2. Einen ähnlichen Weg ging 1983 auch der italienische Hersteller Fiat: Der Regata 70 ES (ES für Energy Saving) hatte einen Ausschalter für den Motor und konnte mittels Gaspedaldruck wieder gestartet werden. Der Opel Ascona C hatte seit 1985 ebenfalls eine Start-Stopp-Automatik und ein Getriebe mit längerer Übersetzung („Schongetriebe“), mit gleicher Funktionsweise wie bei Audi und VW. Ab 1994 wurde der VW Golf III Ecomatic mit einer Start-Stopp-Automatik und einer automatischen Kupplung ausgerüstet, die den Motor bei jedem Loslassen des Gaspedals abschaltete. Zudem hatte er eine Schwungnutzautomatik.

### Systeme ab ca. 2000
1999 griff der Volkswagen-Konzern in den Niedrigenergiefahrzeugen VW Lupo 3L und Audi A2 3L das Konzept eines Start-Stopp-Systems wieder auf. Diese Funktion wurde mit dem serienmäßigen automatisierten Schaltgetriebe kombiniert. Die automatische Motorabschaltung erfolgt hierbei nur im Economy-Modus der Getriebeautomatik, falls die Fußbremse länger als drei Sekunden betätigt bleibt. Neben verschiedenen Temperaturvorgaben (Außen-, Ansaugluft- und Kühlmitteltemperatur) musste auch das Abblendlicht ausgeschaltet sein, damit dieses System funktioniert.
Eine neue Generation von Start-Stopp-Systemen folgte in den 2000er Jahren. Infolge der Diskussion zur Klimaerwärmung wie auch strengeren Gesetzesvorgaben für den CO2-Ausstoß bei Kraftfahrzeugen bieten viele Automobilhersteller seitdem Start-Stopp-Systeme an. Dabei wird oft mit der Bezeichnung „blue“ oder „eco“ teilweise im Zusammenspiel mit weiteren Komponenten bei der Fahrzeugbeschreibung hingewiesen (u. a. BlueEFFICIENCY bei Mercedes-Benz, BlueMotion – früher auch Ecomatic – bei Volkswagen, GreenLine bei Škoda, Blue Drive bei Hyundai und Ford ECOnetic bei Ford, ecoFLEX bei Opel – allerdings gibt es auch Opel-ecoFLEX-Modelle ohne Start-Stopp-System – oder EfficientDynamics bei BMW, PUR O2 bei Fiat, i-stop bei Mazda, micro hybrid drive (mhd) beim smart, DRIVe bei Volvo, e-HDi bei PSA Peugeot Citroën oder Ecomotive bei Seat).
Moderne Systeme schalten den Motor beim Einlegen des Leerlaufs und Lösen der Kupplung aus. Wird das Kupplungspedal betätigt, startet der Motor wieder, bei Automatikgetrieben führt die Verringerung des Drucks im Bremssystem beim Loslassen der Fußbremse zum Motorstart. Diese Systeme wirken nur bei Einhalten einiger Temperaturvorgaben (Motor, Außentemperaturen in einem bestimmten Bereich z. B. zwischen 3 °C und 30 °C). Die Systeme funktionieren nicht, wenn zum Beispiel die Batterie stark entladen ist, wenn die Innentemperatur noch nicht den mittels Klimaanlage vorgewählten Wert erreicht hat, nicht mehr genügend Unterdruck im Bremskraftverstärker vorhanden ist oder im Heizbetrieb. Auch das Öffnen des Gurtschlosses bzw. der Motorhaube oder Fahrertür führt zum Ausbleiben des automatischen Motorstopps. Wenn der Motor abgestellt ist, wird außerdem ein automatischer Motorstart ausgeführt, wenn die Batteriespannung sehr niedrig ist oder kein Unterdruck im Bremskraftverstärker mehr vorhanden ist oder wenn man das Fahrzeug bergab anrollen lassen möchte.
Start-Stopp-Systeme stellen höhere Anforderungen an die Autobatterie. Es wird mehr Leistung und auch eine höhere Zyklenfestigkeit gefordert. Deswegen verwenden einige Fahrzeughersteller Batterien mit mehr Kapazität, wozu bevorzugt AGM-Batterien verbaut werden und auch kräftigere Anlasser. Der Einsatz von Startergeneratoren wurde ebenso diskutiert.

### Weiterentwickelte Systeme
Energie kann in sogenannten Superkondensatoren gespeichert werden. Sie können schnell Energie aufnehmen und abgeben; zudem entlasten sie die Batterie. Citroëns und Peugeots e-HDi-Dieselmotoren verwenden seit dem Jahr 2010 diese Kondensatoren.

## Einsparpotentiale
Laut Schätzung des ADAC können solche Systeme zwischen 2 und 3 Prozent Kraftstoff einsparen, laut BMW im reinen Stadtverkehr deutlich mehr. Siemens hat bei einem Vergleich zweier Systeme im gleichen Versuchsfahrzeug Einsparungen von 4 bis 7 % ermittelt.
Andere Untersuchungen zeigen, dass das Einsparpotential bei Start-Stopp-Systemen vom Fahrprofil abhängen. Legt man den Neuen Europäischen Fahrzyklus NEFZ mit einem hohen Anteil an simulierter Stadtfahrt zu Grunde, so kann man von Einsparungen beim Smart ForFour Diesel und Mercedes A 200 von 4,3 % bis zu 12,1 % bei einem Mercedes SL 500 ausgehen. Beim Smart entspricht die Einsparung im NEFZ etwa 0,185 l je 100 km.